# Across the Universe
Pour les articles homonymes, voir Across the Universe (homonymie).
Pistes de 1967-1970 (Disque 2)
Let It Be
(B5)  The Long and Winding Road
(B7) 
Pistes de Let It Be… Naked
I Me Mine
(9)  Let It Be
(11) 
Pistes de Let It Be
Dig a Pony
(A2) I Me Mine
(A4)
Across the Universe est une chanson des Beatles, écrite par John Lennon même si elle est créditée Lennon/McCartney. Bien qu'apparue pour la première fois sur l'album caritatif No One's Gonna Change Our World (en) le 12 décembre (disponible depuis 1988 sur Past Masters), la version de loin la plus connue figure sur l'album Let It Be, produit par Phil Spector en 1970 avec l'ajout d'un orchestre complet et de chœurs féminins. La chanson est aussi présente sur les albums Anthology 2 (1996) et Let It Be… Naked (2003), dans deux versions différentes réalisées à partir de l'enregistrement de base datant du début 4 février 1968. Elle a été reprise par de nombreux artistes comme Fiona Apple, Rufus Wainwright, et, notamment, David Bowie sur son album Young Americans, avec la collaboration de John Lennon.
Elle a été diffusée dans l'espace par la NASA le 4 février 2008 en direction de l'Étoile polaire.

## Genèse de la chanson
Les mots « Pools of sorrow, waves of joy » (« mares de peine, vagues de joie ») vinrent à l'esprit de Lennon durant une nuit de 1967, après une dispute avec sa femme Cynthia. Énervé, il n'avait pas envie d'écrire le reste, mais dut finalement s'y résoudre, incapable qu'il était de s'endormir.
La chanson est fortement influencée par la brève période (fin 1967 - début 1968) durant laquelle les membres du groupe expérimentèrent la méditation transcendantale, comme l'atteste l'inclusion des paroles du mantra Jai Guru Deva Om, répété à plusieurs reprises.
John Lennon voit dans Across the Universe une de ses meilleures chansons, même s'il ne s'est jamais montré satisfait du résultat musical : c'est la pureté des paroles qui l'édifiait. « Les paroles sont le fruit d'une pure inspiration, elles m'ont été offertes. Cette chanson n'est pas à moi. Elle est venue comme ça. »

## Enregistrement et versions de la chanson
En février 1968, avant de s’envoler pour l'Inde, les Beatles se retrouvent aux studios Abbey Road pour enregistrer un single qui sera publié durant leur absence. Paul McCartney a écrit celle qui sera choisie en face A, Lady Madonna ; John Lennon, Across the Universe et Hey Bulldog ; George Harrison, The Inner Light. Ces trois premiers titres sont enregistrés entre le 3 février 1968 et le 11 février 1968. Aussi finalisé durant cette séance, l'enregistrement de la pièce à saveur indienne, qui se retrouvera en face B du single, a été réalisé à Bombay début janvier avec des musiciens locaux. Hey Bulldog sera incluse dans le film et l'album Yellow Submarine.
Pour sa part, Across the Universe prendra plus de deux ans avant d'être finalisée par les Beatles. D'autres remixages seront commercialisés plusieurs décennies plus tard :
| Date             | Activité |
| ---------------- | --- |
| 4 février 1968   | Prises 1 et 2 et 4 à 7 sont enregistrées. Overdubs sur la prise 7 et réduction vers la prise 8. Rajouts et effets sonores sur les pistes 1 et 3.                                                                         |
| 8 février 1968   | Après que Spike Milligan ait demandé la chanson pour son projet du World Wildlife Fund, d'autres overdubs sur la prise 8 et mixage mono sont effectués.                                                                  |
| Janvier 1969     | D'autres overdubs sur la prise 8 et nouveau mixage mono pour la version dite Wildlife. Les 6, 7 et 9 janvier, répétitions lors des séances dites Get Back.                                                               |
| 2 octobre 1969   | Overdubs des bruits d'oiseaux sur la prise 8 et mixage stéréo. Le mix est accéléré de 5%,. |
| 12 décembre 1969 | Parution en ouverture de l'album No One's Gonna Change Our World (en). Cette version sera incluse sur Rarities (1978) et sur Past Masters (1988).                                                                        |
| 5 janvier 1970   | Mixage stéréo de la prise 8 par Glyn Johns prévu pour l'album Get Back qui est finalement rejeté. Il est remasterisé en 2021 et offert en bonus dans le E.P. de la réédition Super Deluxe de l'album Let It Be.          |
| 23 mars 1970     | Mixage stéréo à partir de la prise 8 par Phil Spector. |
| 1er avril 1970   | Réduction vers la prise 9 et réduction de la vitesse de 3% par Phil Spector. Enregistrements orchestraux et choraux sur la prise 9.                                                                                      |
| 2 avril 1970     | Mixage stéréo de la prise 9 par Phil Spector. |
| 8 mai 1970       | Parution sur l'album Let It Be (face 1, piste 3). Cette version paraîtra aussi sur The Beatles 1967–1970 (1973). |
| 18 mars 1996     | Prise 2, parue sur la compilation Anthology 2, qui ne contient que la voix et la guitare de Lennon, le sitar de Harrison et Starr jouant du swarmandal.                                                                  |
| 18 novembre 2003 | Remixage de la même prise de l'album, par Allan Rouse, Paul Hicks (en) et Guy Massey pour l'album Let It Be… Naked qui ne contient que la voix et la guitare de Lennon et, plus subtilement, la batterie et le tamboura. |
| 9 novembre 2018  | Prise 6 est incluse dans un des disques bonus de la réédition Super Deluxe de l'« Album blanc ». |

### Premiers essais en février 1968

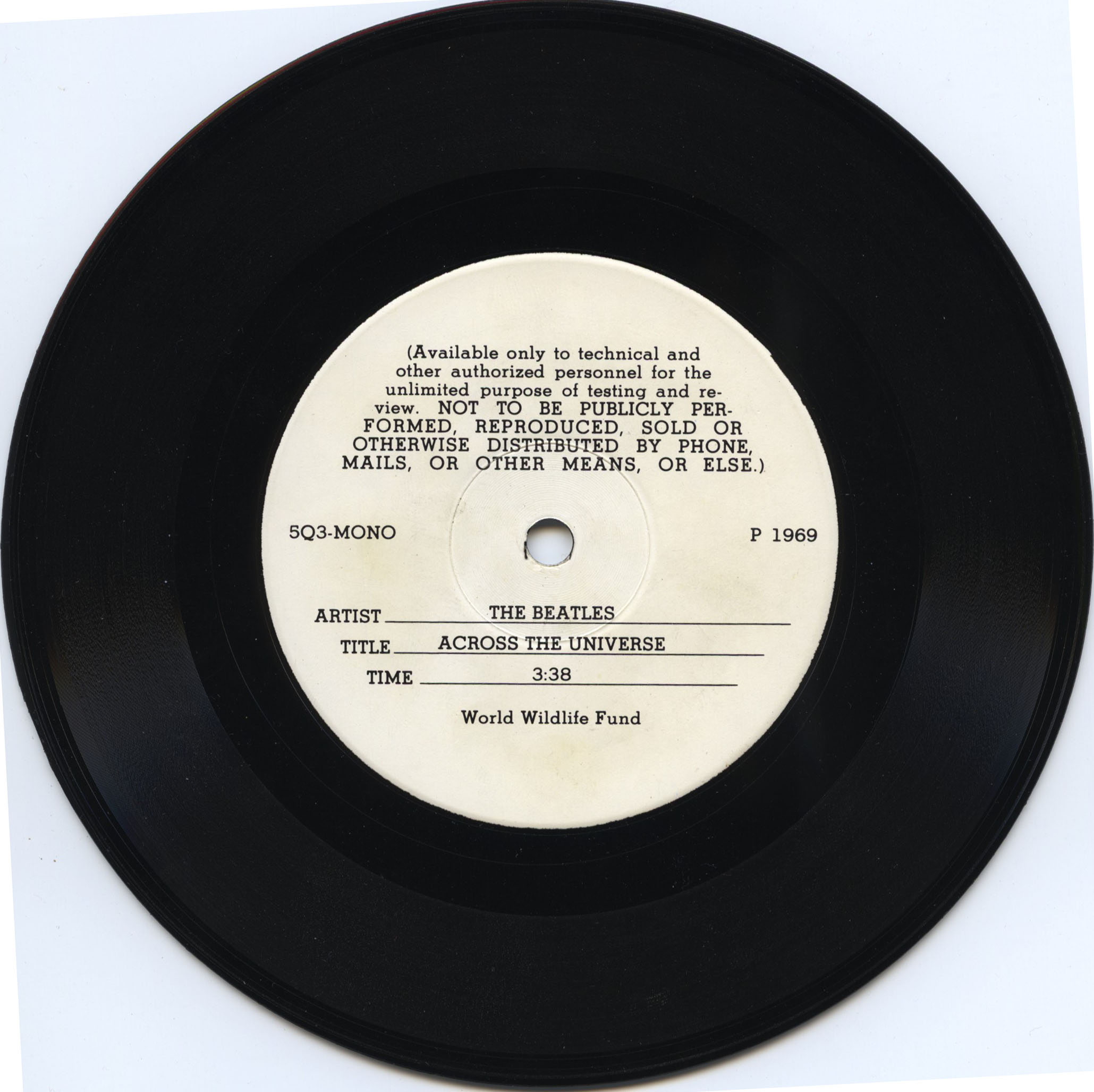
Un pressing interne du disque avec un mixage différent.

Alors que la piste de base de Across the Universe est correctement enregistrée le 4 février 1968, John Lennon n'est pas satisfait du résultat. Plusieurs innovations sonores sont testées, notamment souffler à travers un peigne sur une feuille de papier, ou en fredonner la mélodie bouche fermée, avant qu'on ajoute une pedal steel guitar et une tambura pour rendre la piste plus consistante. Puis, selon John Lennon, Paul McCartney le convainc d’appeler à la rescousse deux fans (les « apple scruffs », postées en permanence à la sortie du studio), Lizzy Bravo et Gayleen Pearse pour ajouter des voix sur le refrain. Lennon mentionnera plus tard cet épisode comme une preuve du « sabotage inconscient » de ses compositions par Paul, expliquant que ce dernier aurait sûrement utilisé des chanteuses professionnelles s'il s’était agi de son propre travail. La chanson est mixée en mono et mise de côté, les Beatles ayant décidé de publier Lady Madonna et The Inner Light en single.

### Version originale diteWildlife
Pistes de Past Masters 2
Old Brown Shoe
(12)  Let It Be
(14) 
Pistes de No One's Gonna Change Our World (en)
What the World Needs Now Is Love (Cilla Black) 
(A2)
À son retour d'Inde, le groupe commence à travailler sur l'« Album blanc », enregistrant les nombreuses chansons composées durant son séjour dans ce pays, et Across the Universe reste sur les étagères. À l’automne 1968, les Beatles pensent sérieusement à publier un 45 tours en forme EP à cinq titres, incluant les quatre chansons inédites du futur album Yellow Submarine complété par Across the Universe; ils vont jusqu'à  la masterisation mais le 45 tours ne verra jamais le jour. À l'époque, John Lennon s'est détaché de la méditation transcendantale et du spiritualisme indien, et le refrain Jai Guru Deva Om en forme de mantra ne semble déjà plus d’actualité. Ses compositions sur l’« Album blanc » n’ont en effet rien à voir avec l’esprit de cette chanson. La prise huit de la chanson est entendue sur l'édition Deluxe de cet album, paru en 2018.
En février 1968, Spike Milligan, le créateur du Goon Show, ayant entendu la chanson dans les studios EMI, avait suggéré qu’elle serait idéale pour figurer sur un album caritatif qu’il était en train de mettre en œuvre pour le World Wildlife Fund. Les Beatles finissent par accepter cette proposition, et la chanson est mixée en stéréo pour la première fois par George Martin. Le mixage originel (mono et stéréo) dure 3 min 37 s. Pour l’album du WWF, des effets sonores (bruits d’oiseaux s’envolant au-dessus de l’eau) sont ajoutés au début et à la fin du titre. Après cet ajout, la piste est accélérée. Résultat : malgré l'ajout de 20 secondes d’effets sonores, le titre ne dure que 3 min 49 s. La chanson est publiée pour la première fois en décembre 1969 dans l'album No One's Gonna Change Our World (en) conjointement sur étiquettes Starline et Regal, respectivement des filiales de Capitol Records et EMI Group. Le titre de cette compilation d'artistes variés reprend un vers du refrain de la chanson des Beatles.
C'est cette version qui sera intégrée aux deux éditions du disque Rarities, dans The Beatles' Ballads et ultimement dans la compilation Past Masters qui regroupe toutes les chansons ne paraissant pas sur leurs albums.

### Production de Glyn Johns pour l'albumGet Backet de Phil Spector pour l'albumLet It Be
Bien que n’ayant jamais été satisfait du résultat sonore, John Lennon reste attaché à sa chanson, et le groupe l’interprète durant les séances d'enregistrement du projet « Get Back » en janvier 1969. Les copies pirates des enregistrements de janvier 1969 qui ont circulé depuis plus de quarante ans permettent d’entendre la chanson jouée par tout le groupe, chanté à deux voix par John Lennon et Paul McCartney.
Invité afin qu'il produise un album live, Glyn Johns n'inclut finalement pas la chanson dans les première et seconde versions de Get Back qu'il réalise fin janvier et en mars 1969, ébauches qui sont rejetés par le groupe. Cependant, après la sortie de l'album Abbey Road et du départ de John Lennon en septembre 1969, le producteur est chargé de réaliser une nouvelle tentative d'album pour qu’il s’accorde avec le film Let It Be, dans lequel on voit le groupe jouer Across the Universe. Le 5 janvier 1970, Johns remixe donc le titre à partir de l’enregistrement du 4 février 1968, lui rendant son aspect acoustique et le ramenant à la bonne vitesse. Cependant, cette ultime tentative d'album, créé en janvier 1970, est elle aussi rejetée,,.
La version la plus connue de la chanson est sans doute celle produite par Phil Spector début avril 1970 à partir de la huitième prise de février 1968. À l’image de son travail sur certaines des pistes de l’album, le producteur américain commence par ralentir la chanson (3 min 47 s), qui la fait passer de ré à ré bémol, puis ajoute, le 1er avril 1970, un orchestre complet et des chœurs féminins au master d'origine. Ringo Starr y fait une prestation de batterie. C'est sous cette forme qu'elle paraît le 8 mai 1970 dans l'album Let It Be.

### Collaboration avec David Bowie
John Lennon enregistrera une nouvelle version de sa chanson en janvier 1975 avec David Bowie, à la fin de la réalisation de l'album Young Americans, dans laquelle John assure la partie de guitare et les chœurs. Cette séance verra aussi l'enregistrement de la chanson Fame co-écrite par Lennon et sur laquelle il participe également. Cette dernière atteint la première place du palmarès américain.

### Versions alternative pourAnthology 2et épurée pourLet It Be… Naked
Une version alternative des enregistrements originaux apparaît sur le disque Anthology 2 en 1996 : une autre prise, qui contient du sitar et de la tambura, et démontre à quel point le groupe hésitait sur le meilleur traitement à donner à ce titre.
Le master de 1968 est encore remixé pour l’album Let It Be… Naked en 2003, à la bonne vitesse, et débarrassé de quasiment toute l’instrumentation : ne restent essentiellement que John Lennon et sa guitare.
Finalement, quelle version aurait-il préférée ? Sans doute aucune : « La chanson n’a jamais été correctement jouée. Par chance, les paroles restent » déclare-t-il en 1980, peu de temps avant sa mort.

## Transmission «à travers l'univers»
Le 4 février 2008, la NASA diffuse Across the Universe dans l'espace, en direction de l’étoile polaire, pour fêter trois anniversaires : les quarante ans de la chanson, le cinquantenaire du lancement du premier satellite américain, Explorer 1, et la mise au point, quarante-cinq ans plus tôt, du Deep Space Network, un réseau international d'antennes destinées à l'exploration spatiale. La NASA précise que la chanson devait traverser l'univers à la vitesse de la lumière, c'est-à-dire 186 000 miles par seconde (ou 300 000 km/s).
L'agence spatiale rapporte aussi la réaction de Paul McCartney : « Incroyable, bien joué la NASA ! Envoyez mes vœux aux extra-terrestres. » (« Amazing! Well done, NASA! Send my love to the aliens. »). Yoko Ono, quant à elle, a déclaré qu'il s'agissait d'un événement significatif, un premier pas vers la communication avec les milliards de planètes de l'univers.
Un vidéoclip a été créé avec la chanson originale des Beatles et placé sur le site de la NASA afin de souligner cet évènement, mais elle ne sera pas incluse dans la compilation de clips 1+.

## Fiche Technique

### Interprètes
- John Lennon: chant, guitare acoustique
- Paul McCartney: piano
- George Harrison: tambura, guitare électrique
- Ringo Starr: maracas
- Lizzie Bravo: chœurs (version Wildlife)
- Gayleen Pearse: chœurs (version Wildlife)
- George Martin: effets sonores d'oiseaux et d'enfants (version Wildlife)
- George Martin: production

Enregistrement du 1er avril 1970
- Ringo Starr: batterie
- Orchestre de 18 violons, 4 altos, 4 violoncelles, 3 trompettes, 3 trombones, harpe, 2 guitares
- Brian Rogers: arrangements de cordes et cuivres
- Phil Spector: production[16]

## Reprises
- Cilla Black sur l'album Sweet Inspiration (en) (1970) ;
- David Bowie la reprend sur son album Young Americans (1975), accompagné par Lennon à la guitare et aux chœurs[21]
- Fiona Apple dans le film Pleasantville (1998) et sur la bande originale
- Lana Lane sur Ballad Collection (1998)
- Rufus Wainwright dans le film Sam, je suis Sam (2001)
- 10 cc, sur l'album live 10 cc Alive (2003)
- Laibach
- Pearl Jam
- Áine Minogue
- Robyn Hitchcock
- Jim Sturgess dans le film Across the Universe et sur la bande originale.
- Roger Waters
- John Butler Trio et Robert Francis dans l'émission Taratata du 27 avril 2010.
- Brian Molko lors de la soirée I ♥ EU à Bruxelles le 3 juillet 2010, pour fêter la présidence de la Belgique au Parlement européen.
- Raphael dans l'émission Taratata du 12 octobre 2010.
- Scorpions sur l'album Comeblack
- Beady Eye, joué pour la première fois dans le cadre d'un concert pour le Japon à la suite du tsunami de 2011.
- Vanessa Paradis en concert privé sur Canal + en 1996
- Seether sur l'album iTunes Originals (2008)
- Evanescence en single (2021)